# Земля-снежок

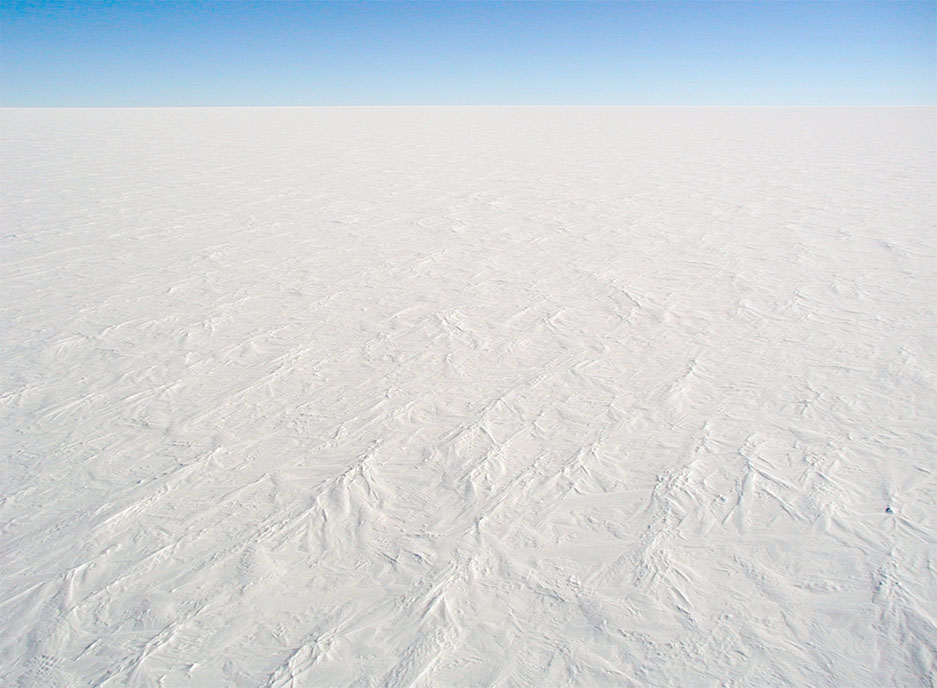
Согласно гипотезе «Земля-снежок», в некоторые геологические эпохи наша планета представляла собой одну бескрайнюю ледяную пустыню.

«Земля — снежный ком» (англ. Snowball Earth) — гипотеза, предполагающая, что Земля была полностью покрыта льдом в части криогенового и эдиакарского периодов неопротерозойской эры, а также, возможно, в другие геологические эпохи. Гипотеза призвана объяснить отложения ледниковых осадков в тропических широтах во время криогения (720—635 млн лет назад) и другие загадочные черты его геологической летописи. После окончания последнего большого оледенения ускорилась эволюция многоклеточных.
Учёные выделяют в криогеновом периоде два глобальных оледенения:
- Стертское (717—~660 млн лет назад)
- Мариноанское (или Протерозойское; 650—635 млн лет назад)

Также сюда можно отнести ещё одно оледенение, Гуронское (2,4—2,1 млрд лет назад) — самый длительный и самый масштабный ледниковый период за всю историю Земли, охватывающий сидерийский и рясийский период палеопротерозоя.

## Формулировка гипотезы

### Начало ледникового периода
Соприкасаясь с воздухом, силикатные горные породы подвергаются химическому выветриванию, которое удаляет диоксид углерода из атмосферы. В общем виде эти реакции выглядят так: минерал + CO2 + H2O → катионы + бикарбонат + SiO2. Пример подобной реакции — выветривание волластонита:
CaSiO3 +2 CO2 +H2O → Ca2+ + SiO2 + 2 HCO3−
Освобождённые катионы кальция реагируют с растворённым бикарбонатом в океане, образуя карбонат кальция как химически осаждённую горную породу. Это переводит углекислый газ из воздуха в литосферу, и в стабильном состоянии на геологических масштабах времени компенсирует выделение углекислого газа вулканами.
Когда Земля охлаждается (из-за естественных климатических флуктуаций и изменений в солнечной радиации), скорость химических реакций падает, и этот тип выветривания замедляется. В результате из атмосферы извлекается меньшее количество углекислого газа. Повышение концентрации диоксида углерода, являющегося парниковым газом, приводит к обратному эффекту — Земля разогревается. Эта отрицательная обратная связь лимитирует силу похолодания. Во времена криогения все континенты находились в тропическом поясе (возле экватора), что делало этот сдерживающий процесс менее эффективным, так как высокая скорость выветривания сохранялась на суше даже во время охлаждения Земли. Это позволило ледникам продвинуться далеко от полярных регионов. Когда ледник продвинулся достаточно близко к экватору, положительная обратная связь через увеличение отражательной способности (альбедо) привела к дальнейшему похолоданию, пока Земля целиком не обледенела.

### Во время ледникового периода
Глобальная температура упала так низко, что на экваторе было так же холодно, как в современной Антарктиде. Эта низкая температура поддерживалась льдом, высокое альбедо которого приводило к тому, что большая часть приходящего солнечного излучения отражалась обратно в космос. Этот эффект усиливало малое количество облаков, вызванное тем, что водяной пар был заморожен.

### Окончание ледникового периода
Уровень углекислого газа в атмосфере, необходимый для разморозки Земли, оценивается как 13%, то есть в 350 раз больше современного. Так как Земля была почти полностью покрыта льдом, диоксид углерода не мог быть удалён из атмосферы путём выветривания силикатных пород. За миллионы лет накопилось количество CO2 и метана, в основном извергнутых вулканами, достаточное для возникновения парникового эффекта, растопившего поверхностный лёд в тропиках до образования пояса свободных ото льда воды и суши; этот пояс был темнее, чем лёд, и поэтому поглощал больше солнечной энергии, запуская положительную обратную связь.
На материках таяние ледников обнажило большое количество ледниковых отложений, которые начали разрушаться и выветриваться.
Попавшие в результате этого в океан осадки, богатые такими биогенами, как фосфор, вкупе с обилием CO2, вызвали взрывной рост популяций цианобактерий. Это привело к относительно быстрой реоксигенации атмосферы, которая может быть связана с возникновением эдиакарской биоты и последующим «Кембрийским взрывом» — большая концентрация кислорода позволила развиться многоклеточным формам. Эта петля положительной обратной связи растопила лёд в геологически короткое время, возможно, меньшее, чем 1000 лет; накопление в атмосфере кислорода и падение содержания CO2 продолжалось несколько последующих тысячелетий.
Вода растворила остатки CO2 из атмосферы, образовав угольную кислоту, выпавшую в виде кислотных дождей. Это, усилив выветривание обнажённых силикатных и карбонатных горных пород (включая легко выветриваемые ледниковые наносы), освободило большие количества кальция, который, будучи смыт в океан, сформировал ясно текстурированные карбонатные осадки. Подобные абиотические «венчающие карбонаты», которые могут быть найдены на вершине ледниковых тилей, впервые навели на мысль о Земле-снежке.
Возможно, уровень углекислого газа упал настолько, что Земля вновь замёрзла; этот цикл мог повторяться до тех пор, пока дрейф континентов не привёл к их перемещению в более полярные широты.

## Аргументы в пользу гипотезы

### Ледниковые отложения в низких широтах
Осадочные горные породы, отложенные ледником, имеют характерные черты, позволяющие идентифицировать их. Задолго до появления гипотезы Snowball Earth многие отложения неопротерозоя были идентифицированы как ледниковые. Однако некоторые осадочные породы, обычно связываемые с ледником, могут иметь и другое происхождение.
Свидетельства включают в себя:
- эрратические валуны (камни, упавшие в морские осадки), которые могут быть вызваны ледником или другими причинами;
- слоистость (ежегодные отложения осадков в приледниковых озёрах);
- ледниковая исчерченность (образуется, когда обломки пород, подхваченные ледником, царапают подстилающую породу): подобная исчерченность иногда вызывается селями.
- Очень низкий (ледниковый) изотопный состав кислорода (δ18O) в породах, подвергшихся взаимодействию с ледниковыми водами в низких широтах, например в Карелии, которая находилась близко к экватору во время Гуронских оледенений 2,4 миллиарда лет назад.

### Палеомагнетизм
При формировании горных пород магнитные домены в ферромагнитных минералах, имеющихся в породе, выстраиваются в соответствии с силовыми линиями магнитного поля Земли. Точное измерение этого направления позволяет оценить широту (но не долготу), где была сформирована порода. Палеомагнитные данные говорят о том, что многие неопротерозойские осадки ледникового происхождения были образованы в пределах 10 градусов от экватора.
Палеомагнитные данные вместе со свидетельствами, полученными из осадков (такие, как эрратические валуны) говорят о том, что ледники доходили до уровня моря в тропических широтах. Неясно, говорит ли это о глобальном оледенении или о существовании локальных, возможно ограниченных сушей, ледников.

### Соотношение изотопов углерода: отсутствие фотосинтеза
В морской воде присутствуют два стабильных изотопа углерода: углерод-12 (С-12) и редкий углерод-13 (С-13), составляющий примерно 1,109 % всех атомов углерода. В биохимические процессы (в фотосинтез, например) преимущественно вовлекается более легкий С-12. Таким образом, океанические фотосинтетики, и протисты, и водоросли, несколько обеднены С-13 относительно первичных вулканических источников земного углерода. Поэтому у океана с фотосинтетической жизнью отношение С-12/С-13 будет выше в органических остатках и ниже в окружающей воде. Органический компонент литифицированных осадков навсегда остается немного, но измеряемо обеднен углеродом-13. Во время предполагаемого глобального оледенения вариации концентрации С-13 были быстрыми и экстремальными относительно наблюдаемых нормальных вариаций. Это согласуется со значительным похолоданием, убившим большинство или почти всех фотосинтетиков в океане. Основной вопрос, связанный с этой гипотезой, состоит в определении одновременности вариаций в соотношении изотопов углерода, геохронологическое подтверждение чего отсутствует.

### Железисто-кремниевые формации

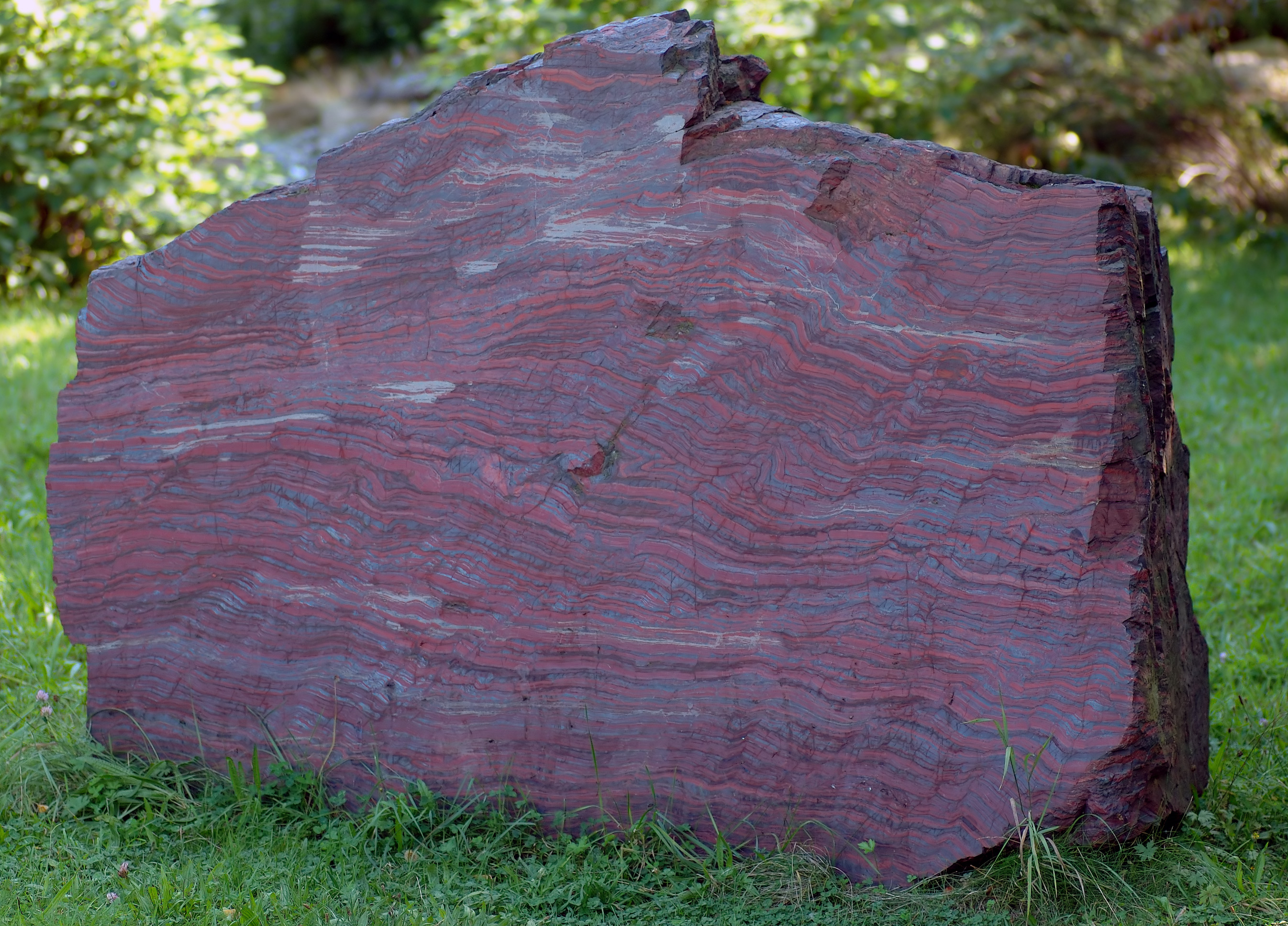
Камень с железисто-кремниевыми формациями возрастом 2,1 млрд лет

Железисто-кремниевые формации — осадочная порода, состоящая из слоев оксида железа и бедного железом кремня. В присутствии кислорода железо ржавеет и становится нерастворимым в воде. Железисто-кремниевые формации обычно очень старые, и их отложение часто связано с окислением земной атмосферы во время Палеопротерозоя, когда растворённое железо в океане контактировало с выделенным фотосинтетиками кислородом и осаждалось в виде оксида. Слои формировались на границе между бескислородной и кислородсодержащей атмосферой. Так как современная атмосфера богата кислородом (примерно 21 % по объёму), невозможно накопить достаточно оксида железа для откладки железисто-кремниевой формации. Единственные массовые железисто-кремниевые формации, отложенные после палеопротерозоя, связаны с ледниковыми отложениями криогения.
Для того, чтобы сформировались подобные богатые железом горные породы, необходим бескислородный океан, где большое количество растворённого железа в виде оксида железа (II) может накопиться до того, как окислитель осадит его в виде оксида железа (III). Чтобы океан стал бескислородным, необходимо ограничение газообмена с кислородной атмосферой. Сторонники гипотезы считают, что повторное появление железисто-кремниевых формаций — результат ограниченного уровня кислорода в океане, скованном льдом.

## «Венчающие карбонаты»
Сверху неопротерозойские ледниковые отложения обычно переходят в химически осаждённые известняки и доломиты толщиной от метров до десятков метров. Эти «венчающие карбонаты» иногда находятся в последовательности осадков, не имеющих других карбонатов, что позволяет предположить, что их формирование — результат глубокого изменения химии океана.
Эти «венчающие карбонаты» имеют необычный химический состав и странную осадочную структуру, часто интерпретируемую как большие наносы.
Формирование таких осадочных пород могло случиться при большом увеличении щелочности из-за высоких темпов выветривания во время экстремального парникового эффекта, последующего за глобальным оледенением.

## Выживание во время ледниковых периодов

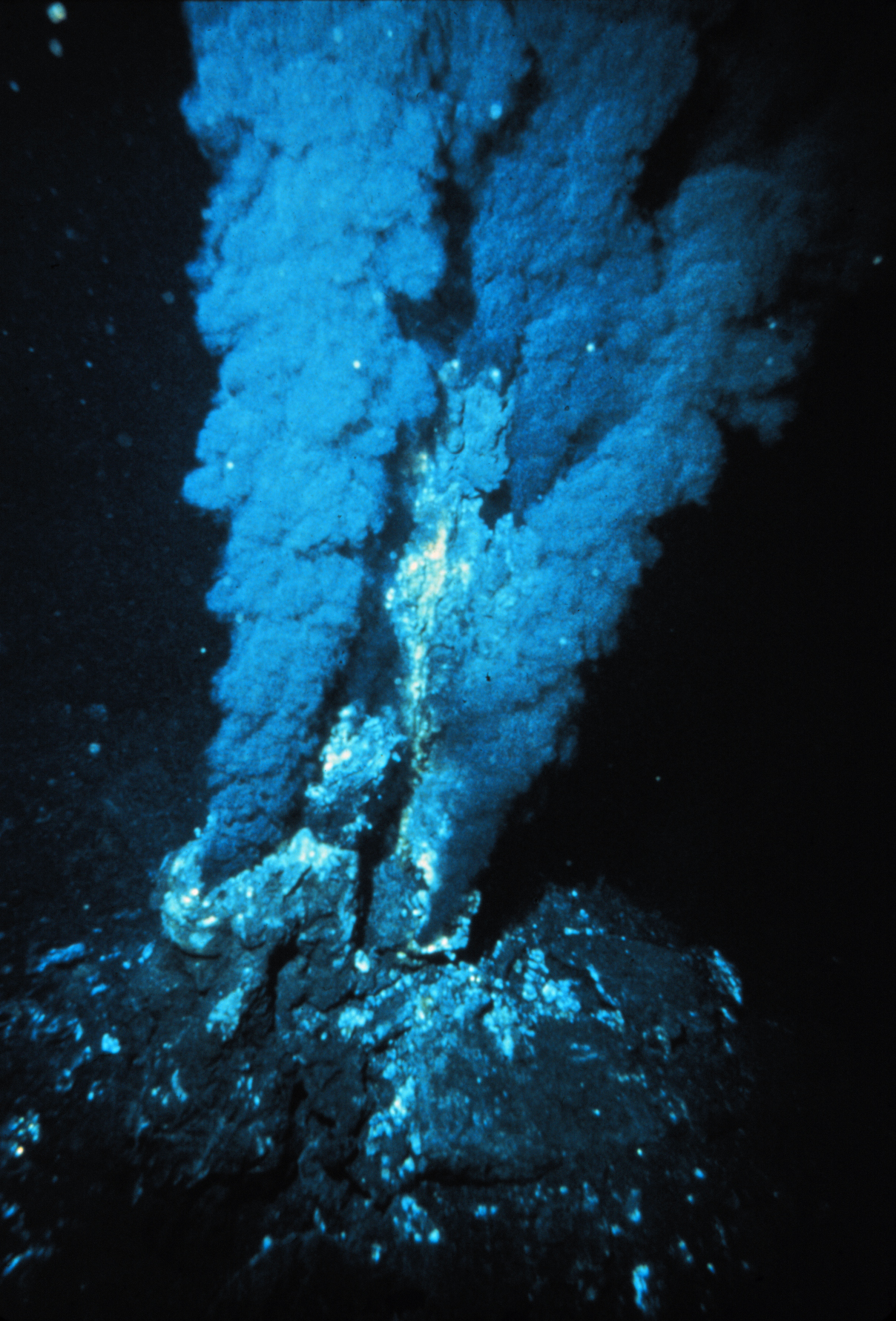
Чёрный курильщик, разновидность геотермальных источников

Грандиозное оледенение должно было подавить растительную жизнь на Земле и, следовательно, привести к значительному снижению концентрации или даже полному исчезновению кислорода, что позволило образоваться неокисленным, богатым железом породам. Скептики утверждают, что такое оледенение должно было привести к полному исчезновению жизни, чего не произошло. Сторонники гипотезы отвечают им, что жизнь могла выжить следующими путями.
- Оазисы анаэробной и аноксифильной жизни, питаемые энергией глубоководных гидротерм, выживали в глубине океанов и коры — но фотосинтез был там невозможен.
- В открытом океане, вдалеке от суперконтинента Родиния или его осколков после его распада, могли остаться небольшие участки открытой воды, сохранившие жизнь с доступом света и углекислого газа для фотосинтетиков, дававших небольшие количества кислорода, достаточные для поддержания некоторых оксифильных организмов. Такой вариант возможен и в том случае, если океан замёрз полностью, но небольшие участки льда были достаточно тонки, чтобы пропускать свет.
- На нунатаках в тропиках, где днём тропическое солнце или вулканическое тепло разогревали скалы, защищённые от холодного ветра, и образовывали временные талые водоёмы, замерзавшие после заката.
- Споры и покоящиеся стадии живых организмов, вмороженные в лёд, могли пережить наиболее тяжёлые фазы оледенения.
- Под слоем льда, в хемолитотрофных экосистемах, теоретически ожидаемых в ложах современных ледников, высокогорной и арктической вечной мерзлоте. Особенно вероятно это в зонах вулканизма или геотермальной активности.
- В бассейнах жидкой воды внутри и под слоем льда, подобно озеру Восток в Антарктиде. Согласно теории, эти экосистемы подобны микробным сообществам, живущим в постоянно замёрзших озёрах антарктических сухих долин.

Российский палеонтолог Михаил Федонкин, однако, указывая, что современные данные (как палеонтологические, так и молекулярнобиологические) говорят о том, что большинство групп эукариотических организмов появилось ещё до неопротерозойского оледенения, считает это свидетельством против «крайних палеоклиматических моделей в виде гипотезы Snowball Earth», не отрицая роль похолодания в эукариотизации биосферы.

## Эволюция жизни
Неопротерозой был временем значительной диверсификации многоклеточных организмов, особенно животных.
Размер и сложность животных увеличились настолько, что эдиакарская фауна мягкотелых ископаемых позволила IUGS (International Union of Geological Sciences) выделить эдиакарский период. Развитие многоклеточных животных могло быть результатом
многочисленных циклов оледенение-парниковый эффект, то есть глобальный ледниковый период мог «подтолкнуть» эволюцию. Некоторые сторонники теории Snowball Earth также указывают на тот факт, что последнее значительное оледенение могло закончиться за несколько миллионов лет до начала «кембрийского взрыва».
М. Федонкин обосновал гипотезу о роли холодноводных местообитаний в появлении многоклеточных животных и вытеснении эукариотами прокариотов.

## Критика гипотезы

### Результаты моделирования
Основываясь на результатах климатического моделирования, Дик Пельтье (Dick Peltier) из Торонтского университета заключил, что большие океанические акватории должны были остаться свободными ото льда, утверждая, что «сильный» вариант гипотезы неправдоподобен по соображениям энергетического баланса и моделей глобальной циркуляции.

### Неледниковое происхождение диамиктитов
Осадочная порода диамиктит, обычно интерпретируемая как ледниковое отложение, также была интерпретирована как селевые осадки (Eyles and Januszczak, 2004).

### Гипотеза высокого наклона
Одна из конкурирующих гипотез, объясняющих наличие льда на экваториальных континентах — высокий наклон земной оси, около 60°, поместивший земную сушу в высокие «широты». Более слабый вариант гипотезы предполагает всего лишь миграцию магнитного поля Земли к этому наклону, так как прочтение палеомагнитных данных, говорящее о низкоширотных оледенениях, основывается на близости магнитных и географических полюсов. В любой из этих двух ситуаций оледенение будет ограничено относительно малой территорией, как сейчас, и радикальные изменения земного климата не понадобятся.

### Инерциальное истинное перемещение полюсов
Ещё одно альтернативное объяснение полученных данных — концепция инерциального истинного перемещения полюсов. Предложенная Киршвинком и другими в июле 1997, эта концепция предполагает, что континентальные массивы могли двигаться намного быстрее, чем ранее предполагалось под влиянием физических законов, определяющих распределение масс по планете в целом. Если континенты ушли слишком далеко от экватора, вся литосфера может сдвинуться, чтобы привести их обратно со скоростями, в сотни раз превышающими обычные тектонические движения. Это должно выглядеть, как будто магнитный полюс перемещался, в то время как на самом деле континенты перестраивались относительно него. Эта идея была оспорена Торсвиком (Torsvik, 1998), Мертом (Meert, 1999) и Торсвиком и Ренстормом (Torsvik, Rehnstorm, 2001), показавшими, что предложенный Киршвинком (Kirshvink, 1997) размах перемещения полюсов недостаточен для поддержки гипотезы. Таким образом, хотя геофизический механизм истинного перемещения полюсов заслуживает доверия, этого нельзя сказать о той идее, что подобное событие случилось в кембрии.
Если подобное быстрое движение имело место, оно должно быть ответственным за существование подобных черт оледенения на временных отрезках, близких к околоэкваториальному расположению континентов. Инерциальное истинное перемещение полюсов также связывали с кембрийским взрывом, так как животные должны были приспосабливаться к быстро меняющейся окружающей среде.

## Причины глобального оледенения
Маловероятно, что начало глобальному оледенению положил лишь один фактор. Наоборот, должны были совпасть несколько факторов.

### Состав атмосферы
Для начала глобального оледенения необходим низкий уровень парниковых газов: углекислого газа, метана и водяного пара.

### Распределение континентов
Сосредоточение континентов у тропиков необходимо для начала глобального оледенения. Большее количество осадков в тропиках ведёт к усилению речного стока, что захороняет больше карбонатов, удаляя углекислый газ из атмосферы. Полярные континенты из-за низкого испарения слишком сухи для такого большого отложения углерода. Постепенное увеличение доли изотопа углерода-13 относительно углерода-12 в осадках, предшествовавшее Варангианскому оледенению указывает на то, что это медленный постепенный процесс.

## История гипотезы

### 1952: Австралия
Сэр Дуглас Моусон, австралийский геолог и исследователь Антарктиды, большую часть карьеры исследовал геологию Южной Австралии. Там он нашёл толстые и протяженные неопротерозойские ледниковые
отложения и впоследствии рассуждал о возможности всемирного оледенения. Идея Моусона, однако, была основана на ошибочном предположении, что Австралия и другие тропические континенты со свидетельствами прошлых оледенений остаются все время в одном и том же географическом положении. Последующее принятие теории тектоники плит дало более простое объяснение низкоширотным ледникам: осадки откладывались в высоких широтах и впоследствии перемещались на нынешние низкоширотные положения континентальным дрейфом.

### 1964: Гренландия и Шпицберген
Идея глобального оледенения возродилась в 1964 году, когда Брайен Харленд (Brian Harland) опубликовал статью, в которой интерпретировал палеомагнитные данные как свидетельства того, что ледниковые тиллиты на Шпицбергене и в Гренландии были отложены в тропических широтах. Впоследствии это было подтверждено седиментологическими данными, говорящими о том, что ледниковые отложения заключены внутри последовательности пород, обычно связанных с тропическими и умеренными широтами, и Харленд решил, что ледниковый период был настолько жестким, что ледниковые отложения формировались и в тропиках.

### 1969: Изучение климатического механизма замерзания Земли
В 1960-х годах советский климатолог Михаил Будыко создал простую климатическую модель энергетического баланса для исследования эффекта, оказываемого ледовым покровом на глобальный климат. Используя эту модель, Будыко обнаружил, что если ледники зайдут достаточно далеко от полярной зоны, то положительная обратная связь увеличивающейся отражающей способности (альбедо) ледового покрова приведет к дальнейшему охлаждению и большему оледенению до тех пор, пока вся Земля не покроется льдом. Однажды оледеневшая, Земля стабилизируется в этом состоянии из-за высокого альбедо льда, отражающего большую часть солнечной радиации. Так как модель Будыко показывала такую ледниковую стабильность, он заключил, что такого никогда не случалось: в его модели не было способов выйти из этого стабильного состояния.

### 1987: «Белая Земля»
Джеймс Глейк (James Gleick) в своей научно-популярной книге по истории теории хаоса, Хаос: создавая новую науку (1987), обсуждая ледниковое равновесие климата Земли (названное им «Белая Земля»), также пришёл к выводу, что подобная ситуация есть лишь теоретическая возможность, никогда не случавшаяся в истории Земли.

### 1992: Появление термина оледенение
В 1992 году Джозеф Линн Киршвинк (Joseph Lynn Kirschvink), профессор геобиологии в Калифорнийском Институте Технологии придумал термин «Snowball Earth» в короткой статье, опубликованной в междисциплинарном сборнике, посвященному биологии протерозоя. В этой работе Киршвинк предложил механический процесс для объяснения загадочных низкоширотных ледниковых отложений: самоподдерживающийся процесс роста льда и альбедо приводит к оледенению Земли, которое заканчивается после того, как длительная эмиссия вулканами углекислого газа приводит к ультра-парниковому эффекту, вызывающему быстрое таяние ледового покрова. Его основным вкладом было то, что он продемонстрировал путь выхода Земли из обледенелого состояния, описанный в Окончание ледникового периода.

### 1998: Намибия
Интерес к гипотезе «Snowball Earth» значительно увеличился после того, как Пол Хоффман (Paul F. Hoffman), профессор геологии Гарвардского университета с соавторами опубликовал статью в Science, применив идеи Киршвинка к последовательности неопротерозойских осадков в Намибии.

### 2007: Оман: ледниково-межледниковая цикличность
Группа авторов, основываясь на химии осадочных пород криогения в Омане, описали активные гидрологические циклы и изменения в климате, выведшие Землю из полностью оледенелого состояния. Используя отношение мобильных катионов к оставшимся в почве во время химического выветривания (химический индекс альтерации), они заключили, что интенсивность химического выветривания циклически изменялась, увеличиваясь во время межледниковий и уменьшаясь во время холодных и сухих оледенений.

### Современное состояние (апрель 2007)
В настоящее время дебаты вокруг гипотезы продолжаются под эгидой «Международной программы по наукам о Земле» (International Geoscience Programme) — проект 512 «Неопротерозойский ледниковый период».

## Другие предполагаемые глобальные оледенения

### Палеопротерозойское оледенение

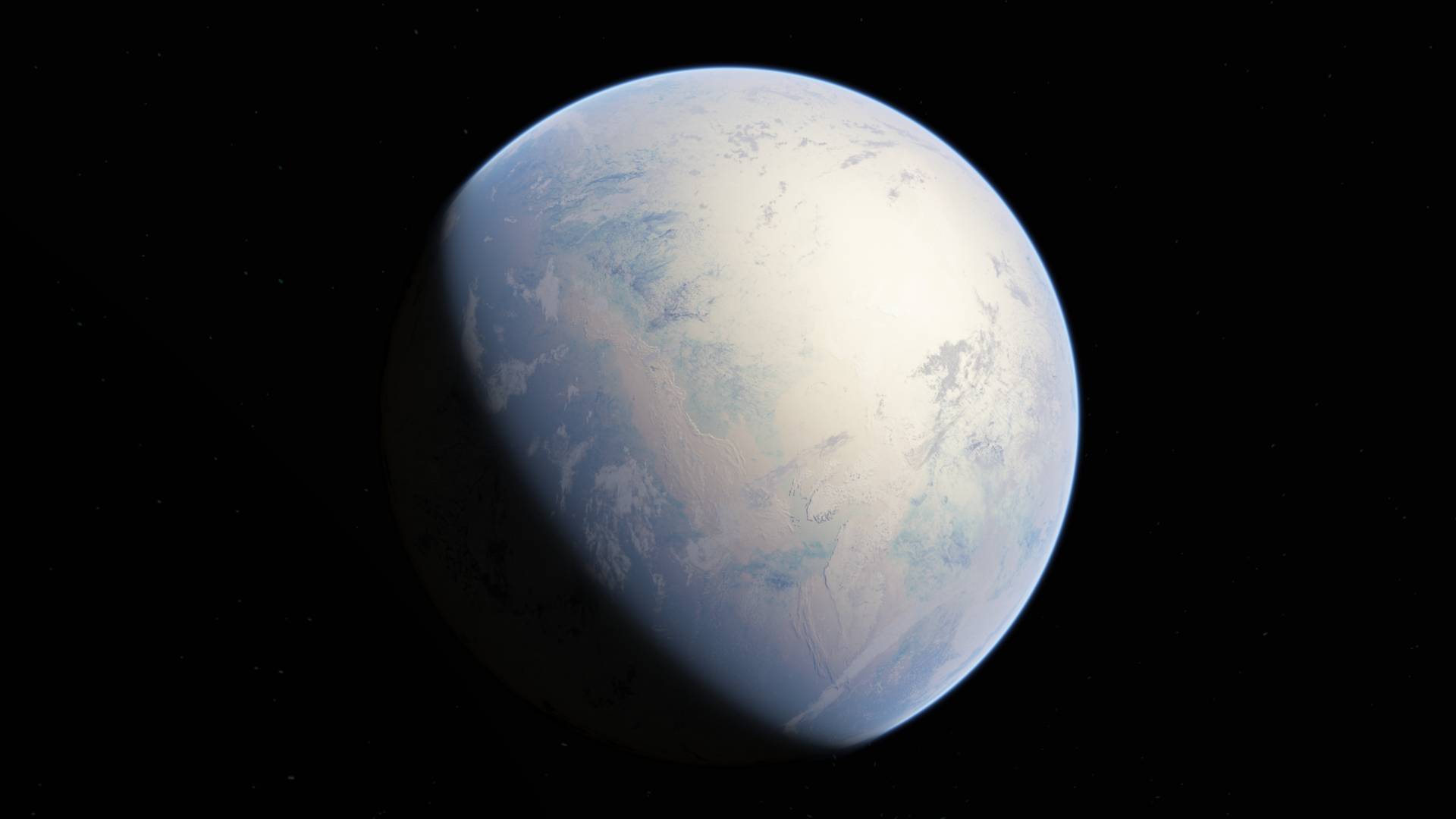
Гуронское оледенение в представлении художника

Гипотеза Snowball Earth привлекалась для объяснения ледниковых отложений в Гуронской супергруппе Канады, хотя палеомагнитные свидетельства низкоширотных ледников спорны. Ледниковые осадки южноафриканской Макгайенской формации несколько моложе, чем гуронские ледниковые отложения (возрастом примерно 2,25 миллиардов лет) и образовались в тропических широтах. Предполагалось, что рост концентрации свободного кислорода во время этой части Палеопротерозоя удалил метан из атмосферы, окислив его. Так как Солнце в то время было значительно слабее, чем ныне, именно метан как сильный парниковый газ мог удерживать поверхность Земли от замерзания. В отсутствие метанового парникового эффекта температура упала, и произошло глобальное оледенение.

### Каменноугольное оледенение (ранние предположения)
Открытие каменноугольных ледниковых отложений в Индии и Южной Африке, ныне расположенных в тропиках, привело к раннему предположению, что оледенение в то время достигло тропиков, однако открытие дрейфа континентов показало, что все оледенелые территории были сгруппированы вокруг южного полюса в суперконтиненте Гондвана.